# Милан — Сан-Ремо 2022
113-й выпуск  Милан — Сан-Ремо — шоссейной однодневной велогонки по дорогам Италии. Гонка прошла 19 марта 2022 года в рамках Мирового тура UCI 2022 (категория 1.UWT). Победу одержал словенский велогонщик  Матей Мохорич.

## Участники
Автоматически приглашения на гонку приняли все 18 команд категории UCI WorldTeam и три лучшие команды категории UCI ProTeam прошлого сезона Alpecin-Fenix, Arkéa-Samsic и TotalEnergies. Также организаторы пригласили ещё 3 команды категории ProTeam. Таким образом всего в гонке приняло участие 24 команды.
| UCI WorldTeams (18)- AG2R Citroën Team - Astana Qazaqstan Team - Bahrain Victorious - Bora-Hansgrohe - Cofidis - EF Education-EasyPost - Groupama-FDJ - Ineos Grenadiers - Intermarché-Wanty-Gobert Matériaux - Israel-Premier Tech - Jumbo-Visma - Lotto-Soudal - Movistar Team - Quick-Step Alpha Vinyl - BikeExchange-Jayco - Team DSM - Trek-Segafredo - UAE Team Emirates UCI ProTeams (6)- Alpecin-Fenix - Arkéa-Samsic - Bardiani-CSF-Faizanè - Drone Hopper-Androni Giocattoli - Eolo-Kometa - TotalEnergies |
| |

## Маршрут
Нейтральный старт гонки состоялся в Милане на велодроме Вигорелли, откуда гонщики преодолели 9,8 км мимо парка Семпионе и замка Сфорца до официального старта (0-й километр) который находился на via della Chiesa Rossa.
После старта маршрут шёл в южном направлении через регионы Ломбардию и юго-восточный Пьемонт к побережью, проходя через города Павию и Тортону. На середине дистанции, не задолго до побережья располагался первый категорийный подъём Пассо дель Туркино (2,7 км со средним градиентом 5,6%, перепад высот 552 м), снова появившийся на маршруте после двухлетнего отсутствия. Примерно через 12 км после преодоления его вершины маршрут достигал итальянской Ривьеры в городе Вольтри, недалеко от Генуи.
Выйдя на побережье маршрут направился на запад по Via Aurelia (SS1). Примерно за 50 километров до финиша на протяжении 15 км располагалось три коротких подъёма Капо Меле (1,9 км, со средним градиентом 4,2%), Капо Черво (1,9 км, со средним градиентом 2,8%) и Капо Берта (1,8 км, со средним градиентом 6,7%).
За 27 км до финиша начинался решающий участок дистанции. Сначала шёл подъём на Чипрессу (5,6 км, средней 4,1% и максимальный 9%) после спуска с которого следовал ровный участок протяженностью около 10 км. Затем последний и решающий подъём на Поджио (3,7 км, средней 3,7% и максимальный 8%) с быстрым и техническим спуском с него. После этого предстояло преодолеть после 2,5 км по плоской трассе до финиша на Via Rom в Сан-Ремо.
Протяжённость дистанции составила чуть больше 290 км.

## Ход гонки
Сразу после старта образовался отрыв из восьми гонщиков, который составили Артём Захаров, Евгений Гидич (оба Astana Qazaqstan Team), Алессандро Тонелли (Bardiani-CSF-Faizanè), Самуэле Риви, Диего Севилья (оба Eolo-Kometa), Филиппо Тальяни, Рикарду Сурита (оба Drone Hopper-Androni Giocattoli) и Филиппо Конча (Lotto Soudal). В пелотоне темп в первую очередь задавала команда Jumbo-Visma. Примерно через 100 км преимущество отрыва над пелотоном составляло более шести минут, которое они сохранили к началу первого подъёма Пассо дель Туркино.
Достигнув Итальянской Ривьеры за 138 км до финиша, отрыв увеличил своё преимущество до семи с лишним минут. В пелотоне произошло падение, в котором пострадал один из спринтеров Саша Модоло (Bardiani-CSF-Faizanè). Незадолго до первого из трёх расположенных на побережье подъёмов Капо упал Миккель Фролих Хоноре (Quick-Step Alpha Vinyl Team), но смог продолжить гонку.
Перед Капо Меле пелотон стали увеличивать темп, в результате чего за 48 км до финиша сократил своё отставание от отрыва примерно до четырёх с половиной минут. На Капо Берта (40 км до финиша) распалась лидирующая группа. Из первоначальных восьми гонщиков в отрыве осталось пятеро: Евгений Гидич, Алессандро Тонелли, Самуэле Риви, Диего Севилья и Филиппо Конча. В это же время из пелотона стал выпадать действующий чемпион мира по велокроссу и один из фаворитов Том Пидкок (Ineos Grenadiers). В конечном итоге он сошёл с гонки.
За 33 км до финиша из отрыва выпал Филиппо Конча, который был вынужден ненадолго слезть с велосипеда из-за судороги, но потом сумел продолжить гонку. Ещё через 4 км из пелотона из-за технических проблем выпал Петер Саган (TotalEnergies), в итоге не сумевший вернутся в основную группу. Между тем преимущество отрыва ещё больше сократился и к началу подъёма на Чипрессу (27 км до финиша) оно составляло чуть более двух минут. На самом подъёме в пелотоне команда UAE Team Emirates увеличила темп так, что отстали почти все спринтеры: Элиа Вивиани (Ineos Grenadiers), Фабио Якобсен (Quick-Step Alpha Vinyl Team), Бриан Кокар (Cofidis) и Насер Буханни (Arkéa–Samsic). В лидирующей группе Алессандро Тонелли и Самуэле Риви оторвались от своих товарищей по отрыву и первыми пересекли Чипрессу (за 22,5 километра до финиша) с преимуществом около 30 секунд над пелотоном, в котором осталось всего 29 гонщиков.
После спуска с Чипрессы и до начала подъёма на Поджио был короткий плоский участок на котором в основной группе на первый план вышли Арно Демар (Groupama-FDJ), Майкл Мэттьюс (Team BikeExchange-Jayco), Джакомо Ниццоло (Israel-Premier Tech) и Мадс Педерсен (Trek-Segafredo), а также Ваут ван Арт (Jumbo-Visma) и Матье Ван дер Пул ({{{название велокоманды-2022}}}).
На первый метрах подъёма на Поджио были поглощены два оставшихся отрыва. После этого, за 8 км до финиша, последовала первая атака словенца Тадея Погачара (UAE Team Emirates). Ваут ван Арт нейтрализовал его атаку, и группа осталась вместе. Дальнейшие рывки словенца и его соотечественника Приможа Роглича (Jumbo-Visma) не привели к решающим разрывам. За километр до вершины Поджио (6,4 км до финиша) атаковал  Сёрен Краг Андерсен (Team DSM) и первым пересёк её вместе с Тадеем Погачаром, Матье ван дер Пулом и Ваутом ван Артом. В нескольких метрах позади них была группа из 13 человек во главе с ещё одним словенцем Матеем Мохоричем (Bahrain Victorious).
На спуске с Поджио Матей Мохорич сократил отставание, вышел вперёд и начал увеличивать свой отрыв до 10 сек перед последними двумя плоскими километрами дистанции. В группе его преследователей никто не хотел брать на себе лидерство, что позволило Мохоричу сохранить своё лидерство и первым пересечь линию финиша, принеся Словении первую победу на Милан — Сан-Ремо. Следом за ним финишировал Антони Тюржис (TotalEnergies) который немного оторвался от группы преследователей на последних метрах. Третье место в групповом спринте из шести человек вырвал Матье ван дер Пул, для которого это была первая шоссейная гонка в сезоне. Для всех троих призёров, которым было по 27 лет, это стал первый подиум в карьере на Милан — Сан-Ремо.
Одной из составляющих своего успеха Мохрич назвал использование регулируемого подсидельного штыря, свойственного горным велосипедам.
Со средней скоростью 45,33 км/ч гонка стала второй самой быстрой в своей истории после издания 1990 года. 

## Результаты
| \| Генеральная классификация \| Генеральная классификация \| Генеральная классификация \| Генеральная классификация \| Генеральная классификация \| \| Гонщик \| Гонщик \| Команда \| Время \| \| \| ------------------------- \| ------------------------- \| ---------------------------------- \| ------------------------- \| ------------------------- \| \| 1-й \| Матей Мохорич \| Bahrain Victorious \| 6ч 27' 49 \| \| \| 2-й \| Антони Тюржис \| TotalEnergies \| + 2 \| \| \| 3-й \| Матье Ван дер Пул \| Alpecin-Fenix \| + 2 \| \| \| 4-й \| Майкл Мэттьюс \| Team BikeExchange-Jayco \| + 2 \| \| \| 5-й \| Тадей Погачар \| UAE Team Emirates \| + 2 \| \| \| 6-й \| Мадс Педерсен \| Trek-Segafredo \| + 2 \| \| \| 7-й \| Сёрен Краг Андерсен \| Team DSM \| + 2 \| \| \| 8-й \| Ваут Ван Арт \| Jumbo-Visma \| + 2 \| \| \| 9-й \| Ян Тратник \| Bahrain Victorious \| + 5 \| \| \| 10-й \| Арно Демар \| Groupama-FDJ \| + 11 \| \| \| 11-й \| Винченцо Альбанезе \| Eolo-Kometa \| + 11 \| \| \| 12-й \| Биньям Гирмай \| Intermarché-Wanty-Gobert Matériaux \| + 11 \| \| \| 13-й \| Алекс Аранбуру \| Movistar Team \| + 11 \| \| \| 14-й \| Флориан Сенешаль \| Quick-Step Alpha Vinyl \| + 11 \| \| \| 15-й \| Дамиано Карузо \| Bahrain Victorious \| + 11 \| \| \| 16-й \| Михал Квятковский \| Ineos Grenadiers \| + 11 \| \| \| 17-й \| Примож Роглич \| Jumbo-Visma \| + 11 \| \| \| 18-й \| Джакомо Ниццоло \| Israel-Premier Tech \| + 21 \| \| \| 19-й \| Лоренцо Рота \| Intermarché-Wanty-Gobert Matériaux \| + 21 \| \| \| 20-й \| Квентин Пачер \| Groupama-FDJ \| + 21 \| \| |                     |                                    |           |
| |                     |                                    |           |
| Источник: ProCyclingStats |                     |                                    |           |
| Генеральная классификация |                     |                                    |           |
| Гонщик | Гонщик              | Команда                            | Время     |
| 1-й | Матей Мохорич       | Bahrain Victorious                 | 6ч 27' 49 |
| 2-й | Антони Тюржис       | TotalEnergies                      | + 2       |
| 3-й | Матье Ван дер Пул   | Alpecin-Fenix                      | + 2       |
| 4-й | Майкл Мэттьюс       | Team BikeExchange-Jayco            | + 2       |
| 5-й | Тадей Погачар       | UAE Team Emirates                  | + 2       |
| 6-й | Мадс Педерсен       | Trek-Segafredo                     | + 2       |
| 7-й | Сёрен Краг Андерсен | Team DSM                           | + 2       |
| 8-й | Ваут Ван Арт        | Jumbo-Visma                        | + 2       |
| 9-й | Ян Тратник          | Bahrain Victorious                 | + 5       |
| 10-й | Арно Демар          | Groupama-FDJ                       | + 11      |
| 11-й | Винченцо Альбанезе  | Eolo-Kometa                        | + 11      |
| 12-й | Биньям Гирмай       | Intermarché-Wanty-Gobert Matériaux | + 11      |
| 13-й | Алекс Аранбуру      | Movistar Team                      | + 11      |
| 14-й | Флориан Сенешаль    | Quick-Step Alpha Vinyl             | + 11      |
| 15-й | Дамиано Карузо      | Bahrain Victorious                 | + 11      |
| 16-й | Михал Квятковский   | Ineos Grenadiers                   | + 11      |
| 17-й | Примож Роглич       | Jumbo-Visma                        | + 11      |
| 18-й | Джакомо Ниццоло     | Israel-Premier Tech                | + 21      |
| 19-й | Лоренцо Рота        | Intermarché-Wanty-Gobert Matériaux | + 21      |
| 20-й | Квентин Пачер       | Groupama-FDJ                       | + 21      |